# پر (ترانه)
«پَر» (انگلیسی: Feather) ترانه‌ای از خواننده آمریکایی، سابرینا کارپنتر در نسخه دیلاکس ۲۰۲۳ آلبوم او به نام ایمیل‌هایی که نمی‌توانم بفرستم (۲۰۲۲) است. متن ترانه توسط کارپنتر، ایمی آلن و جان رایان نوشته شده است. نسخه اسپید آپ این ترانه در ۴ اوت ۲۰۲۳ توسط آیلند رکوردز منتشر شد و نسخه اصلی تا نوامبر همان سال به رادیوها رسید. «پر» یک ترانه پاپ، دنس، دنس پاپ، دیسکو و نیو دیسکو است که دربارهٔ احساس آزادی و راحتی بعد از پایان یک رابطه و رها شدن از فشارهای آن صحبت می‌کند.
منتقدان موسیقی تولید «پر» را ستایش کردند و آن را سبُک و هوایی توصیف کردند. در ایالات متحده، این ترانه به جایگاه ۲۱ در جدول بیلبورد هات ۱۰۰ رسید و اولین ترانهٔ کارپنتر بود که به جمع ۴۰ آهنگ برتر راه پیدا کرد؛ همچنین اولین آهنگ شماره ۱ او در جدول پاپ ایرپلی شد. این ترانه در کشورهای هندوراس، لتونی، مالزی، سنگاپور و بریتانیا هم به جمع ۲۰ آهنگ برتر رسید. در برزیل گواهی الماس دریافت کرد و در استرالیا، کانادا، نیوزیلند و ایالات متحده هم گواهی پلاتین یا بالاتر گرفت.